# Avelal
Avelal is een plaats (freguesia) in de Portugese gemeente Sátão en telt 560 inwoners (2001).